# Diplusodon
Diplusodon es un género con 102 especies de plantas con flores perteneciente a la familia Lythraceae. 

## Especies seleccionadas
- Diplusodon adpressipilus
- Diplusodon aggregatifolius
- Diplusodon alatus
- Diplusodon floribundus

## Sinonimia
- Diplodon, Diplousodon, Friedlandia.[1]